# Стадіон імені Валерія Лобановського (Переяслав)
Стадіон імені Валерія Лобановського — футбольний і легкоатлетичний стадіон у місті Переяслав, Київська область. На ньому час від часу проводить свої домашні матчі футбольні команди обласної ліги місцеві «Солонці» та «Артилерист».

## Історія
На стадіоні імені Валерія Лобановського в Переяславі починаючи з 2002 року проводиться щорічний неофіційний турнір пам'яті Георгія Куклера, започаткований родиною відомого спортсмена.